# Fila brasileiro
De fila brasileiro is een hondenras.

## Geschiedenis
De geschiedenis van de fila is er eentje waar meerdere versies van zijn. Experts zijn het er nog steeds niet over eens welke de juiste versie is. Wat duidelijk mag zijn is dat de fila is ontstaan uit het kruisen van meerdere rassen, al dan niet bewust. Duidelijk zichtbaar is de invloed van de bloedhond. De fila werd vroeger ook gebruikt voor het opsporen van slaven. Daarnaast zijn er sporen van de oude buldog en mastiff terug te vinden in de fila.
De fila werd gebruikt als waakhond van huis maar ook vee. Een fila gaat een gevecht met een jaguar niet uit de weg en de kenmerkende doorhangende rug is een teken van de katachtige bewegingen die een fila hierbij kan maken.

## Uiterlijk
De fila brasileiro kan een schofthoogte van 75 cm en een gewicht van 50 kg bereiken (sommige reuen kunnen een gewicht van wel 75 kg bereiken). Zijn oren zijn afhangend, groot, V-vormig en dik. Hij heeft een gladde, korte vacht. De vacht is eenkleurig, of gestroomt, met een beetje wit. Het wit mag maar 25% van het gehele huidoppervlak beslaan (volgens de FCI/CBKC Standaard). Hij kan een zwart masker dragen.

## Karakter
De fila brasileiro staat in nauw contact met zijn baas. Het is een uitstekende waakhond voor zowel gebouwen als ook veekuddes. Hij werkt meestal zelfstandig.
Fila's zijn zeer aanhankelijk en onderwerpen zich altijd aan hun baas / familie, die ze goed gehoorzamen. Ze zijn niet erg gesteld op vreemden, wat ze kunnen uiten door zich agressief of juist ontwijkend op te stellen. De reactie verschilt per hond. Regelmatige bezoekers worden over het algemeen wel geaccepteerd. De fila's, die een uitzonderlijk goede neus hebben, zijn dus zeer waaks en handelen vaak zelfstandig, al naargelang de situatie. Daarnaast hebben ze een grote territoriumdrift en kunnen daardoor héél dominant naar andere honden zijn. De stad is geen ideale omgeving voor een fila.
Affenpinscher ·
Aidi ·
Anatolische herder ·
Appenzeller sennenhond ·
Argentijnse dog ·
Berner sennenhond ·
Bordeauxdog ·
Boxer ·
Broholmer ·
Bullmastiff ·
Ca de Bou ·
Cane corso ·
Cão da Serra da Estrela ·
Cão de Castro Laboreiro ·
Centraal-Aziatische owcharka ·
Cimarrón Uruguayo ·
Ciobanesc Romanesc de Bucovina ·
Deens-Zweedse boerderijhond ·
Dobermann ·
Dogo Canario ·
Duitse dog ·
Duitse pinscher ·
Dwergpinscher ·
Dwergschnauzer ·
Engelse buldog ·
Entlebucher sennenhond ·
Fila brasileiro ·
Grote Zwitserse sennenhond ·
Hollandse smoushond ·
Hovawart ·
Kaukasische owcharka ·
Kraški ovčar ·
Landseer ECT ·
Leonberger ·
Mastiff ·
Mastín del Pirineo ·
Mastín español ·
Mastino napoletano ·
Middenslagschnauzer ·
Newfoundlander ·
Oostenrijkse pinscher ·
Pyrenese berghond ·
Rafeiro do Alentejo ·
Riesenschnauzer ·
Rottweiler ·
Šarplaninac ·
Shar-pei ·
Sint-bernard ·
Tibetaanse mastiff ·
Tornjak ·
Tosa ·
Zwarte Russische terriër